# Supercoppa polacca 2023 (pallavolo maschile)
La Supercoppa polacca 2023, 12ª edizione della Supercoppa nazionale di pallavolo maschile, si è svolta il 3 novembre 2023: al torneo hanno partecipato due squadre di club polacche e la vittoria finale è andata per la terza volta allo ZAKSA.

## Formula
La formula ha previsto una gara unica.

## Squadre partecipanti
| Squadra            | Qualificazione                           |
| ------------------ | ---------------------------------------- |
| Jastrzębski Węgiel | Vincitrice Polska Liga Siatkówki 2022-23 |
| ZAKSA              | Vincitrice Coppa di Polonia 2022-23      |

## Torneo
| 3 novembre 2023 Spodek, Katowice Durata: 2h:40 - Spettatori: 9 937 | Jastrzębski Węgiel | 2 - 3 | ZAKSA | 25-20, 26-24, 29-31, 19-25, 12-15 |